# Joseph Pevney
Joseph Pevney (New York, 15 settembre 1911 – Palm Desert, 18 maggio 2008) è stato un regista e attore statunitense.

## Biografia
Debuttò nel vaudeville nel 1924 come soprano, benché odiasse il genere e intendesse invece intraprendere una carriera da attore. Pevney apparve in numerose produzioni teatrali come Home of the Brave, The World We Make, Key Largo, Golden Boy e Nature Son. Seguì una brevissima carriera come attore cinematografico, che culminò in un piccolo ruolo nel film drammatico Anima e corpo (1947), di Robert Rossen.
Pevney divenne in seguito un prolifico regista di cinema e televisione, arrivando a dirigere sino ad ottanta produzioni fra il 1950 e il 1984. Fra i suoi film più noti, sono da ricordare Delitto sulla spiaggia (1955) con Joan Crawford e Jeff Chandler, Tammy fiore selvaggio (1957) con Debbie Reynolds e Leslie Nielsen, L'uomo dai mille volti (1957) con James Cagney ed il western I quattro disperati (1960). Pevney curò anche la regia di numerosi episodi di serie televisive come Bonanza, Star Trek, The Paper Chase e Trapper John.
Morì il 18 maggio 2008 a Palm Desert, in California, all'età di novantasei anni

### Vita privata
Fu sposato dal 1942 con l'attrice Mitzi Green, fino alla morte di lei nel 1969. La coppia ebbe quattro figli (Joel, Jan, Jeff, e Jay).
Anche la seconda moglie, Philippa Goodwin, morì prematuramente nel 1996. Nel 2002 Pevney si risposò per la terza volta, con Margo Pevney che rimase al suo fianco fino alla morte di lui.

## Filmografia
- Jack il ricattatore (Shakedown) (1950)
- Sparate senza pietà (Undercover Girl) (1950)
- I moschettieri dell'aria (Air Cadet) (1951)
- L'uomo di ferro (Iron Man) (1951)
- La lettera di Lincoln (The Lady from Texas) (1951)
- Alan, il conte nero (The Strange Door) (1951)
- Lasciami sognare (Meet Danny Wilson) (1951)
- Furia e passione (Flesh and Fury) (1952)
- Just Across the Streets (1952)
- Perdonami se mi ami (Because of You) (1952)
- La legione del Sahara (Desert Legion) (1953)
- It Happens Every Thursday (1953)
- Il comandante del Flying Moon (Back to God's Country) (1953)
- Yankee Pascià (Yankee Pasha) (1954)
- Ragazze audaci (Playgirl) (1954)
- Il circo a tre piste (3 Ring Circus) (1954)
- La rapina del secolo (Six Bridges to Cross) (1955)
- Orgoglio di razza (Foxfire) (1955)
- Delitto sulla spiaggia (Female on the Beach) (1955)
- Congo (Congo Crossing) (1956)
- Scialuppe a mare (Away All Boats) (1956)
- Istanbul (1957)
- Tammy fiore selvaggio (Tammy and the Bachelor) (1957)
- Mezzanotte a San Francisco (The Midnight Story) (1957)
- L'uomo dai mille volti (Man of a Thousand Faces) (1957)
- Il capitano dei mari del sud (Twilight for the Gods) (1958)
- Inferno sul fondo (Torpedo Run) (1958)
- Cash McCall (1960)
- Il cielo è affollato (The Crowded Sky) (1960)
- I quattro disperati (The Plunderers) (1960)
- L'erede di Al Capone (Portrait of a Mobster) (1961)
- La valle dell'orso (The Night of the Grizzly) (1966)